# Волка (притока Сули)
Во́лка — річка у Дзержинському та Столбцовському районах Мінської області, ліва притока річки Сула (басейн Німана). Довжина 16 км. Площа басейну 98 км². Середній нахил водної поверхні 1,8‰. Починається біля села Андриевшчина Дзержинського району, впадає в Сулу біля села Новосілля. Біля села Паланевічи на річці створений ставок.
| Білорусь | Це незавершена стаття з географії Білорусі. Ви можете допомогти проєкту, виправивши або дописавши її. |

| Річка | Це незавершена стаття про річку. Ви можете допомогти проєкту, виправивши або дописавши її. |